# Rodolphe Spichiger
Pour les articles homonymes, voir Spichiger.
Rodolphe Edouard Spichiger, né le 12 mars 1946 à Genève, est un botaniste suisse, professeur associé au Département de biologie végétale de l'université de Genève.

## Carrière
Spécialiste en botanique intertropicale, il fut professeur associé à l'Université de Genève et directeur du Jardin botanique de Genève entre 1986 et 2005, année où il fut relayé à ce poste par Pierre-André Loizeau.

## Citations
« La plante est un être en soi avant d'être un phénomène de laboratoire. »

## Distinction
En 1995, le Jardin botanique du Missouri lui a décerné le prix Greensfelder pour ses travaux dans le domaine de la conservation et de la protection de l'environnement.

## Publications

### Ouvrages
- Rodolphe-Edouard Spichiger, Vincent V.. Savolainen, Murielle Figeat-Hug et Daniel Jeanmonod, Botanique systématique des plantes à fleurs : une approche phylogénétique nouvelle des angiospermes des régions tempérées et tropicales, PPUR presses polytechniques, 2002, 413 p. (ISBN 978-2-88074-502-8, lire en ligne)

### Articles
- Cyrille Chatelain, Laurent Aké Assi, Laurent Gautier et Rodolphe Spichiger, « Atlas de distribution des plantes de Côte d'Ivoire », Boissiera, vol. 64,‎ 2011, p. 1-400 (DOI 10.13140/RG.2.1.2491.5925)
- Hans ter Steege, Nigel C. A. Pitman, Oliver L. Phillips, Jerome Chave, Daniel Sabatier, Alvaro Duque, Jean-François Molino, Marie-Françoise Prévost, Rodolphe Spichiger, Hernán Castellanos, Patricio von Hildebrand et Rodolfo Vásquez, « Continental-scale patterns of canopy tree composition and function across Amazonia », Nature, vol. 443, no 7110,‎ 2006, p. 444–447 (ISSN 0028-0836, DOI 10.1038/nature05134)
- Rolf Borchert, Susanne S. Renner, Zoraida Calle, Diego Navarrete, Alan Tye, Laurent Gautier, Rodolphe Spichiger et Patricio von Hildebrand, « Photoperiodic induction of synchronous flowering near the Equator », Nature, vol. 433, no 7026,‎ 2005, p. 627–629 (ISSN 0028-0836, DOI 10.1038/nature03259)
- Rodolphe Spichiger, Clément Calenge et Bastian Bise, « Geographical zonation in the Neotropics of tree species characteristic of the Paraguay-Paraná Basin », Journal of Biogeography, vol. 31, no 9,‎ 2004, p. 1489–1501 (ISSN 0305-0270, DOI 10.1111/j.1365-2699.2004.01071.x)
- Philippe Cuénoud, Maria A. del Pero Martinez, Pierre-André Loizeau, Rodolphe Spichiger, Susyn Andrews et Jean-François Manen, « Molecular Phylogeny and Biogeography of the Genus Ilex L. (Aquifoliaceae) », Annals of Botany, vol. 85, no 1,‎ 2000, p. 111–122 (ISSN 0305-7364, DOI 10.1006/anbo.1999.1003)
- Vincent Savolainen, Rodolphe Spichiger et Jean-François Manen, « Polyphyletism of Celastrales Deduced from a Chloroplast Noncoding DNA Region », Molecular Phylogenetics and Evolution, vol. 7, no 2,‎ 1997, p. 145–157 (ISSN 1055-7903, DOI 10.1006/mpev.1996.0380)
- Cyrille Chatelain, Laurent Gautier et Rodolphe Spichiger, « A recent history of forest fragmentation in southwestern Ivory Coast », Biodiversity and Conservation, vol. 5, no 1,‎ 1996, p. 37–53 (ISSN 0960-3115, DOI 10.1007/BF00056291)
- Vincent Savolainen, Philippe Cuénoud, Rodolphe Spichiger, Maria D. P. Martinez, Michèle Crèvecoeur et Jean-François Manen, « The use of herbarium specimens in DNA phylogenetics: Evaluation and improvement », Plant Systematics and Evolution, vol. 197, nos 1-4,‎ 1995, p. 87–98 (ISSN 0378-2697, DOI 10.1007/BF00984634)